# 치간드구

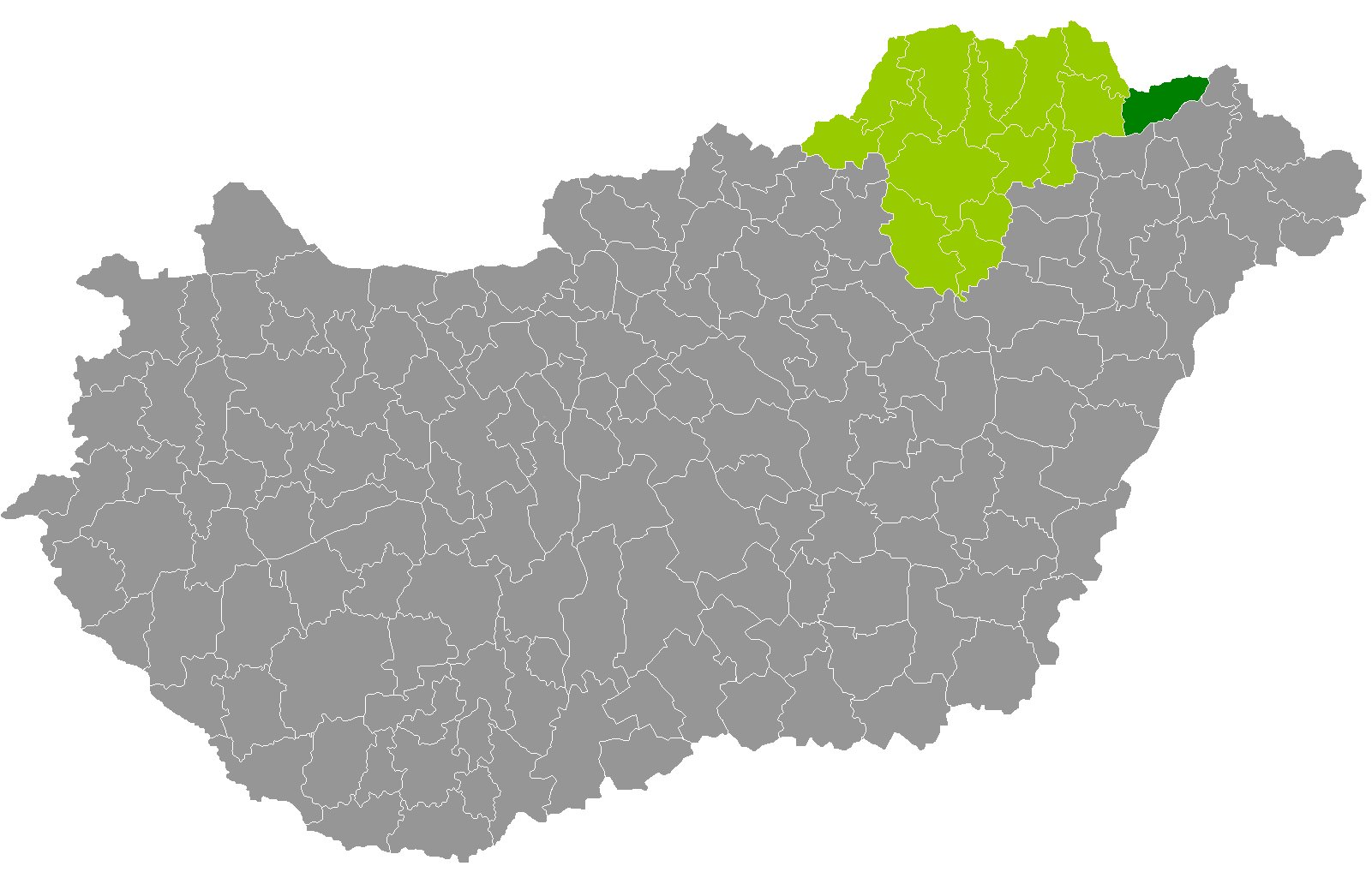
보르쇼드어버우이젬플렌주 지도에 표시된 치간드구의 위치

치간드구(헝가리어: Cigándi járás)는 헝가리 보르쇼드어버우이젬플렌주에 위치한 구로 구청 소재지는 치간드이며 면적은 389.99km2, 인구는 16,042명(2011년 기준), 인구 밀도는 41명/km2이다.
동쪽으로는 서볼치서트마르베레그주 자호니구, 남쪽으로는 서볼치서트마르베레그주 키슈바르더구, 이브라니구, 서쪽으로는 샤로슈퍼터크구, 샤토러여우이헤이구와 접하며 북쪽으로는 슬로바키아와 국경을 접한다. 15개 지방 자치체(1개 시, 14개 마을)를 관할한다.

구 문장